# ليلي سيمونز
ليلي سيمونز (بالإنجليزية: Lili Simmons)‏ هي عارضة وممثلة أمريكية، ولدت في 23 يوليو 1993 بلاهويا في الولايات المتحدة.

## أعمال

### مسلسلات
- بانشي
- زيك ولوثر[5]
- هاواي فايف أو

## وصلات خارجية
- ليلي سيمونز على موقع IMDb (الإنجليزية)
- ليلي سيمونز على موقع ميتاكريتيك (الإنجليزية)
- ليلي سيمونز على موقع روتن توميتوز (الإنجليزية)
- ليلي سيمونز على موقع قاعدة بيانات الأفلام العربية
- ليلي سيمونز على موقع ألو سيني (الفرنسية)
- ليلي سيمونز على موقع أول موفي (الإنجليزية)
- ليلي سيمونز على موقع قاعدة بيانات الفيلم (الإنجليزية)
- ليلي سيمونز على موقع ليتربوكسد (الإنجليزية)
- ليلي سيمونز على موقع كينوبويسك (الروسية)